# حي المحراق (أبين)
حي المحراق هو أحد أحياء مدينة جعار في محافظة أبين اليمنية. بلغ تعداد سكانه 2017 نسمة حسب التعداد السكاني في اليمن لعام 2004.